# احمدآباد طبس
احمدآباد طبس، روستایی از توابع بخش مرکزی شهرستان لنجان در استان اصفهان ایران است.

## جمعیت
این روستا در دهستان خرم‌رود قرار دارد و براساس سرشماری مرکز آمار ایران در سال ۱۳۸۵، جمعیت آن زیر سه خانوار بوده‌است.